# Laportea grossa
Laportea grossa är en nässelväxtart som först beskrevs av Ernst Meyer och Hugh Algernon Weddell, och fick sitt nu gällande namn av Chew. Laportea grossa ingår i släktet Laportea och familjen nässelväxter. Inga underarter finns listade i Catalogue of Life.

## Bildgalleri

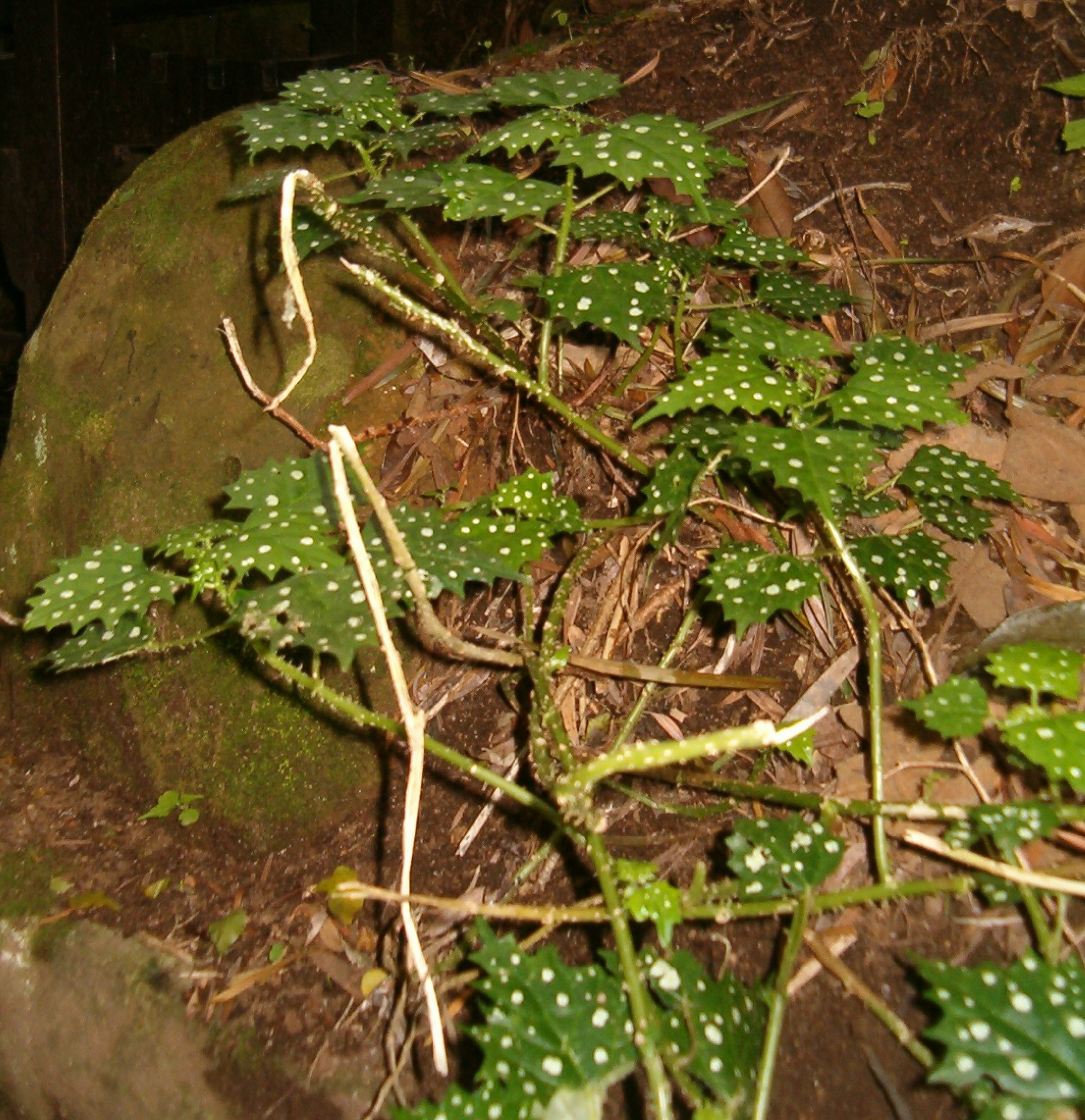
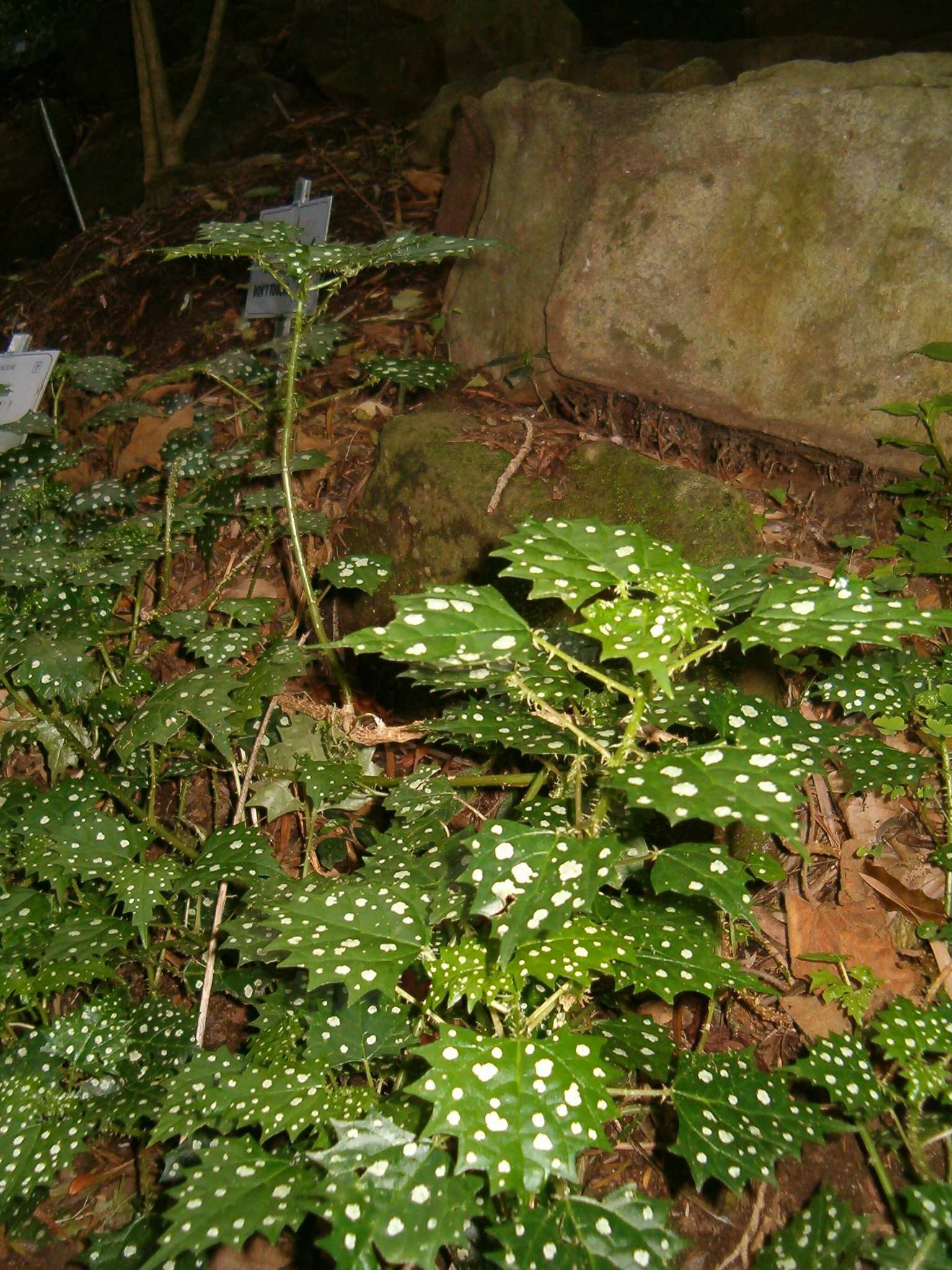
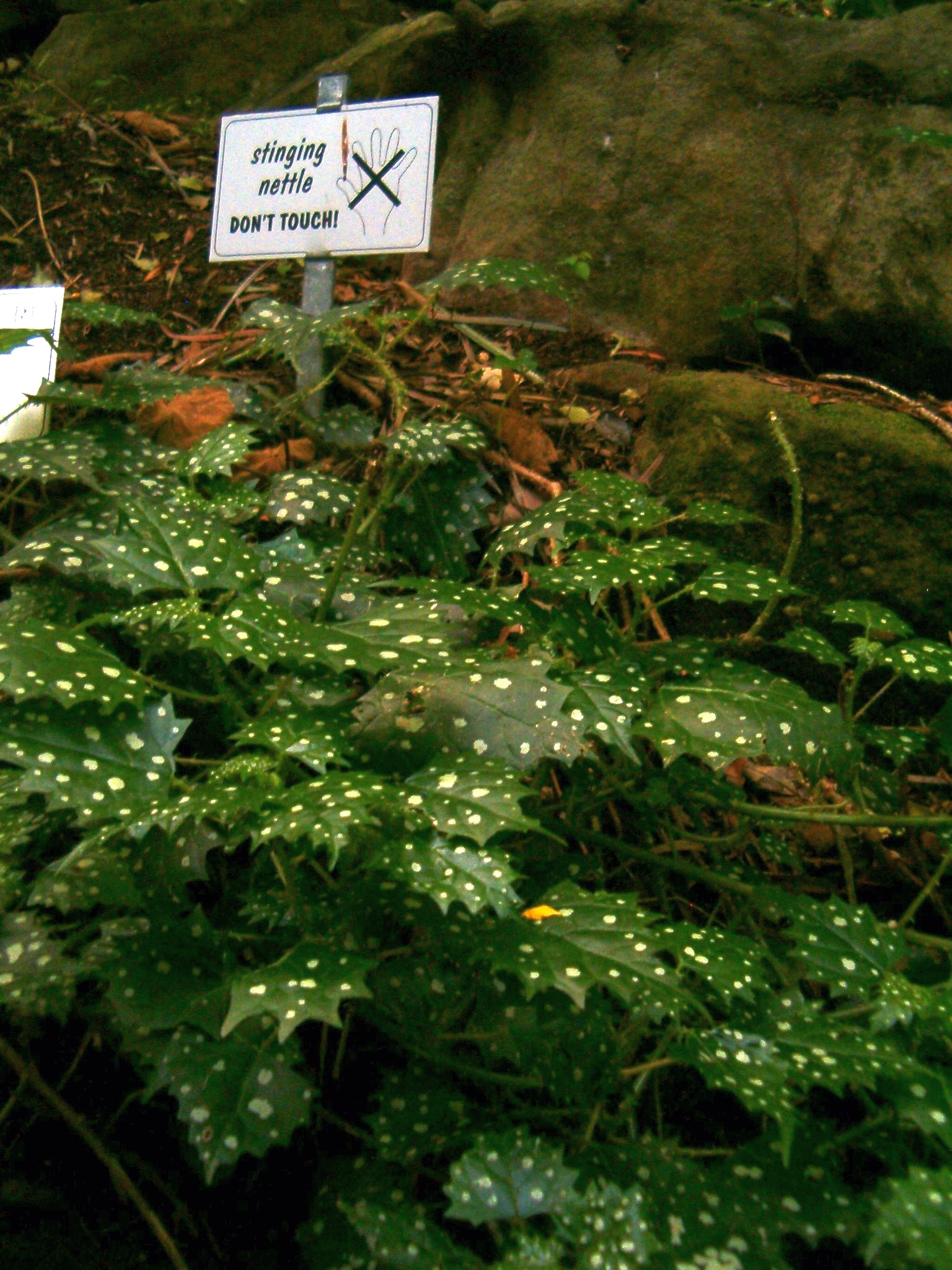